# ياكوب هاسلر
ياكوب هاسلر (بالألمانية: Jakob Haßler)‏ هو ملحن ألماني، ولد في 18 ديسمبر 1569 في نورنبرغ في ألمانيا، وتوفي في 1622.

## وصلات خارجية
- ياكوب هاسلر على موقع ميوزك برينز (الإنجليزية)
- ياكوب هاسلر على موقع ديسكوغز (الإنجليزية)